# Juventus Football Club 2019-2020 (femminile)
Questa voce raccoglie le informazioni riguardanti la squadra femminile della Juventus Football Club nelle competizioni ufficiali della stagione 2019-2020.

## Stagione

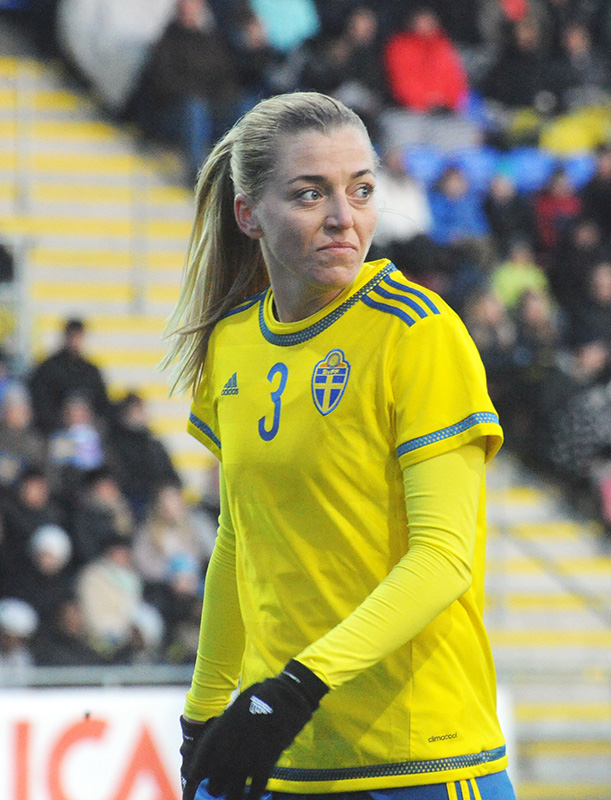
Il difensore svedese Linda Sembrant, neoacquisto e primatista di presenze della stagione.

Le juventine, rinforzatesi in estate con gli arrivi dell'esperta svedese Sembrant in difesa, fresca di bronzo mondiale, della brasiliana Maria Alves e della ceca Stašková in attacco, cui si unirà a stagione in corso la francese Zamanian a centrocampo, si confermano ai vertici nazionali dominando il campionato fin dall'avvio: inanellando 14 vittorie e appena 2 pareggi, le torinesi staccano nettamente le principali rivali al titolo, Fiorentina e Milan, e arrivano da assolute capoclassifica (+9) all'interruzione del febbraio 2020 dettata dalla sopraggiunta pandemia di COVID-19.
Con la succitata sospensione poi tramutatasi in uno stop definitivo alla stagione, e l'impossibilità di portare a termine le rimanenti sei giornate in calendario, nel giugno seguente la Federcalcio, alla luce del cammino di testa delle bianconere lungo tutto l'arco del campionato – migliore attacco e difesa, oltreché unica formazione rimasta imbattuta –, con decisione unanime assegna loro lo Scudetto, il terzo consecutivo per le ragazze di Guarino. A corollario, la numero dieci Girelli è la prima juventina della storia a vincere il titolo di capocannoniere della massima serie italiana.
Nelle altre competizioni, la stagione si era aperta con le piemontesi eliminate al primo turno della Women's Champions League dalle finaliste uscenti del Barcellona, in un doppio confronto settembrino che, nonostante il pronostico avverso, le aveva viste giocare per lunghi tratti alla pari contro le più quotate catalane. Le juventine si rifaranno il mese seguente ottenendo la loro prima affermazione nella Supercoppa italiana, l'unico trofeo nazionale che ancora mancava al loro palmarès, messo in bacheca a spese della Fiorentina dopo la vittoriosa finale di Cesena.
Infine, ancora l'emergenza COVID-19 porta all'interruzione e conseguente non assegnazione della Coppa Italia; manifestazione in cui le torinesi, peraltro detentrici della Coccarda, si trovavano ad affrontare il retour match dei quarti di finale, poco più di una formalità dopo la goleada tennistica rifilata a domicilio all'Empoli nella gara di andata.

## Divise e sponsor
Il fornitore tecnico è adidas, mentre gli sponsor principali sono Jeep e M&M's; a questi, dalla 15ª giornata di campionato si aggiunge Allianz quale back sponsor.
La prima divisa vede la rinuncia allo storico template a strisce verticali di casa juventina, in favore di uno stile partito che vede il busto diviso verticalmente a metà tra bianco e nero, con un sottile palo rosa – un richiamo alla tinta juventina delle origini – a separare ulteriormente le due sezioni, e con maniche a contrasto; completano l'uniforme pantaloncini e calzettoni neri.
La divisa da trasferta è un completo spezzato composto da maglia e calzettoni bianchi – una tinta «ispirata agli edifici urbani e alle strutture che circondano l'Allianz Stadium» – inframezzati da pantaloncini di colore rosso vivo; la maglia è ulteriormente arricchita da una trama camouflage tono su tono. Come terza uniforme viene approntato un completo blu con dettagli argento; come per la seconda maglia, anche questa è contraddistinta da una grafica all over tono su tono.
| Casa | Trasferta | Terza divisa |

Per i portieri sono disponibili tre divise, contraddistinte sul busto da una grafica irregolare con stile mimetico, in varianti nero, verde, rosso e giallo.
| 1ª portiere | 2ª portiere | 3ª portiere | 4ª portiere |

## Organigramma societario
Area sportiva
- Head of Women: Stefano Braghin
- Dirigente accompagnatore: Elisa Miniati

Area tecnica
- Allenatore: Rita Guarino
- Allenatore in seconda: Matteo Scarpa
- Preparatore atletico: Emanuele Chiappero
- Preparatore dei portieri: Giuseppe Mammoliti

Area sanitaria
- Centro medico: J-Medical

## Rosa
Rosa aggiornata al 2 gennaio 2020.
| N. |                        | Ruolo | Calciatrice          |
| -- | ---------------------- | ----- | -------------------- |
| 1  | Italia (bandiera)      | P     | Laura Giuliani       |
| 2  | Finlandia (bandiera)   | D     | Tuija Hyyrynen       |
| 3  | Italia (bandiera)      | D     | Sara Gama (capitano) |
| 4  | Italia (bandiera)      | C     | Aurora Galli         |
| 5  | Polonia (bandiera)     | C     | Aleksandra Sikora    |
| 6  | Italia (bandiera)      | D     | Michela Franco       |
| 7  | Italia (bandiera)      | C     | Valentina Cernoia    |
| 8  | Italia (bandiera)      | C     | Martina Rosucci      |
| 9  | Inghilterra (bandiera) | A     | Eniola Aluko         |
| 10 | Italia (bandiera)      | A     | Cristiana Girelli    |
| 11 | Italia (bandiera)      | A     | Barbara Bonansea     |
| 13 | Italia (bandiera)      | D     | Lisa Boattin         |
| 14 | Danimarca (bandiera)   | C     | Sofie Junge Pedersen |

| N. |                      | Ruolo | Calciatrice                    |
| -- | -------------------- | ----- | ------------------------------ |
| 15 | Italia (bandiera)    | D     | Vanessa Panzeri                |
| 17 | Rep. Ceca (bandiera) | A     | Andrea Stašková                |
| 19 | Francia (bandiera)   | C     | Annahita Zamanian              |
| 20 | Brasile (bandiera)   | A     | Maria Alves                    |
| 21 | Italia (bandiera)    | C     | Arianna Caruso                 |
| 22 | Italia (bandiera)    | A     | Asia Bragonzi                  |
| 23 | Italia (bandiera)    | D     | Cecilia Salvai (vice capitano) |
| 31 | Italia (bandiera)    | C     | Melissa Bellucci               |
| 32 | Svezia (bandiera)    | D     | Linda Sembrant                 |
| 33 | Italia (bandiera)    | D     | Michela Giordano               |
| 42 | Croazia (bandiera)   | P     | Doris Bačić                    |
| 46 | Italia (bandiera)    | P     | Sabrina Tasselli               |

## Calciomercato

### Sessione estiva(dal 1º luglio al 2 settembre)
| Acquisti         | Acquisti           | Acquisti           | Acquisti      |
| R.               | Nome               | da                 | Modalità      |
| ---------------- | ------------------ | ------------------ | ------------- |
| P                | Sabrina Tasselli   | Sassuolo           | definitivo    |
| D                | Martina Lenzini    | Sassuolo           | fine prestito |
| D                | Linda Sembrant     | Montpellier        | definitivo    |
| A                | Maria Alves        | Santos             | definitivo    |
| A                | Andrea Stašková    | Sparta Praga       | definitivo    |
| Altre operazioni |                    |                    |               |
| R.               | Nome               | da                 | Modalità      |
| P                | Asia Sargenti      | ChievoVerona Valpo | definitivo    |
| D                | Paola Boglioni     | Empoli             | definitivo    |
| A                | Federica Anghileri | Mozzanica          | definitivo    |

| Cessioni         | Cessioni                     | Cessioni   | Cessioni         |
| R.               | Nome                         | a          | Modalità         |
| ---------------- | ---------------------------- | ---------- | ---------------- |
| P                | Federica Russo               |            | svincolata       |
| D                | Petronella Ekroth            | Djurgården | definitivo       |
| D                | Martina Lenzini              | Sassuolo   | rinnovo prestito |
| D                | Giulia Mancuso               | Empoli     | prestito         |
| C                | Ashley Nick                  |            | svincolata       |
| C                | Valentina Puglisi            | Tavagnacco | prestito         |
| C                | Lianne Sanderson             |            | svincolata       |
| A                | Sofia Cantore                | Verona     | prestito         |
| A                | Benedetta Glionna            | Verona     | prestito         |
| Altre operazioni |                              |            |                  |
| R.               | Nome                         | a          | Modalità         |
| P                | Asia Sargenti                | Ravenna    | prestito         |
| D                | Paola Boglioni               | Empoli     | prestito         |
| D                | Vittoria Verna               | Novese     | prestito         |
| A                | Federica Anghileri           | Empoli     | prestito         |
| P                | Patricia Francesca Prundeanu | Torino     | definitivo       |

### Sessione invernale
| Acquisti | Acquisti          | Acquisti            | Acquisti      |
| R.       | Nome              | da                  | Modalità      |
| -------- | ----------------- | ------------------- | ------------- |
| D        | Giulia Mancuso    | Empoli              | fine prestito |
| A        | Annahita Zamanian | Paris Saint-Germain | definitivo    |

| Cessioni | Cessioni       | Cessioni        | Cessioni      |
| R.       | Nome           | a               | Modalità      |
| -------- | -------------- | --------------- | ------------- |
| D        | Giulia Mancuso | Vittorio Veneto | prestito      |
| A        | Eniola Aluko   |                 | fine carriera |
| A        | Flavia Devoto  | Vittorio Veneto | prestito      |

## Risultati

### Serie A

#### Girone di andata
| Arbitro: | De Angeli (Milano) |

|                        |           |                   |
| Girelli 55’ Caruso 71’ | Marcatori | 25’ (rig.) Prugna |

| Arbitro: | Silvera (Valdarno) |

|              |           |                                   |
| Sabatino 82’ | Marcatori | 45’ Aluko 75’, 78’ (rig.) Girelli |

| Arbitro: | Calzavara (Varese) |

|                                          |           |           |
| Girelli 18’ Sembrant 52’ Maria Alves 70’ | Marcatori | 26’ Dupuy |

| Arbitro: | Rinaldi (Bassano del Grappa) |

|  |           |                                     |
|  | Marcatori | 23’ Rosucci 30’ Girelli 89’ Cernoia |

| Arbitro: | Lingamoorthy (Genova) |

|                                 |           |  |
| Girelli 3’, 88’ Maria Alves 64’ | Marcatori |  |

| Arbitro: | Ancora (Roma) |

|                       |           |                                 |
| Čonč 50’ Vitale 90+3’ | Marcatori | 20’ (aut.) Fusetti 81’ Stašková |

| Arbitro: | Lovison (Padova) |

|  |           |                                                      |
|  | Marcatori | 30’ Maria Alves 64’ Girelli 86’ Rosucci 90+2’ Caruso |

| Arbitro: | Sicurello (Seregno) |

|            |           |  |
| Girelli 9’ | Marcatori |  |

| Arbitro: | Baratta (Rossano) |

|              |           |                                                                                           |
| L. Merli 76’ | Marcatori | 6’ Cernoia 18’, 26’ Rosucci 20’ Junge Pedersen 31’ Bonansea 40’ (aut.) Zanoli 88’ Girelli |

| Arbitro: | Villa (Rimini) |

|                       |           |  |
| Cernoia 19’ Galli 40’ | Marcatori |  |

| Arbitro: | Taricone (Perugia) |

|                |           |                                                                         |
| Chandarana 20’ | Marcatori | 33’ (rig.) Girelli 35’ Rosucci 54’ Maria Alves 82’ Zamanian 85’ Cernoia |

#### Girone di ritorno
| Arbitro: | Bracaccini (Macerata) |

|           |           |                         |
| Acuti 39’ | Marcatori | 18’ Girelli 56’ Cernoia |

| Arbitro: | Vergaro (Bari) |

|                                |           |              |
| Girelli 10’ Junge Pedersen 66’ | Marcatori | 88’ Sabatino |

| San Gimignano 1º febbraio 2020, ore 14:30 CET 14ª giornata | Florentia S.G.         | 0 – 0 referto | Juventus | Stadio Santa Lucia\| Arbitro: \| Grasso (Ariano Irpino) \| |
| Arbitro:                                                   | Grasso (Ariano Irpino) |               |          |                                                            |

| Arbitro: | Crezzini (Siena) |

|                                                               |           |            |
| Bonansea 43’ Cernoia 56’ Girelli 77’ (rig.), 90’ Sembrant 84’ | Marcatori | 72’ Baresi |

| Arbitro: | Rispoli (Locri) |

|  |           |                                                            |
|  | Marcatori | 45+2’ Hyyrynen 70’ Girelli 81’ Junge Pedersen 84’ Stašková |

| Vinovo 21 marzo 2020, ore 14:30 CET 17ª giornata | Juventus | – Annullata | Milan | Juventus Training Center |

| Vinovo 28 marzo 2020, ore 14:30 CET 18ª giornata | Juventus | – Annullata | Roma | Juventus Training Center |

| Firenze 18 aprile 2020, ore 15:00 CEST 19ª giornata | Fiorentina | – Annullata | Juventus | Stadio comunale Gino Bozzi |

| Vinovo 25 aprile 2020, ore 15:00 CEST 20ª giornata | Juventus | – Annullata | Orobica | Juventus Training Center |

| Bitetto 9 maggio 2020, ore 15:00 CEST 21ª giornata | Pink Sport Time | – Annullata | Juventus | Stadio Antonio Antonucci |

| Vinovo 16 maggio 2020, ore 15:00 CEST 22ª giornata | Juventus | – Annullata | Tavagnacco | Juventus Training Center |

### Coppa Italia
| Arbitro: | Sfira (Pordenone) |

|  |           |                                                                                        |
|  | Marcatori | 18’ Caruso 30’, 45’, 90’ Bragonzi 41’ Bellucci 57’ Salvai 58’ Maria Alves 85’ Giordano |

| Arbitro: | Bozzetto (Bergamo) |

|  |           |                                                          |
|  | Marcatori | 7’, 42’, 65’ Stašková 45’ Gama 75’ Zamanian 79’ Sembrant |

| Vinovo 26 febbraio 2020, ore CET Quarti di finale - Ritorno | Juventus | – Annullata | Empoli | Juventus Training Center |

### Women's Champions League
| Arbitro: | Monzul' |

|  |           |                           |
|  | Marcatori | 39’ Putellas 72’ Torrejón |

| Arbitro: | Staubli |

|                                 |           |              |
| Putellas 32’ Girelli 38’ (aut.) | Marcatori | 79’ Stašková |

### Supercoppa italiana
| Arbitro: | Pirriatore (Bologna) |

|                            |           |  |
| Girelli 12’ Stašková 90+2’ | Marcatori |  |

## Statistiche
Statistiche inclusive di tutti i match ufficiali.

### Statistiche di squadra
| Competizione             | Punti       | In casa | In casa | In casa | In casa | In casa | In casa | In trasferta | In trasferta | In trasferta | In trasferta | In trasferta | In trasferta | Totale | Totale | Totale | Totale | Totale | Totale | DR  |
| Competizione             | Punti       | G       | V       | N       | P       | Gf      | Gs      | G            | V            | N            | P            | Gf           | Gs           | G      | V      | N      | P      | Gf     | Gs     | DR  |
| ------------------------ | ----------- | ------- | ------- | ------- | ------- | ------- | ------- | ------------ | ------------ | ------------ | ------------ | ------------ | ------------ | ------ | ------ | ------ | ------ | ------ | ------ | --- |
| Serie A                  | 44 (61,111) | 7       | 7       | 0       | 0       | 18      | 4       | 9            | 7            | 2            | 0            | 30           | 6            | 16     | 14     | 2      | 0      | 48     | 10     | +38 |
| Coppa Italia             | -           | 0       | 0       | 0       | 0       | 0       | 0       | 2            | 2            | 0            | 0            | 14           | 0            | 2      | 2      | 0      | 0      | 14     | 0      | +14 |
| Women's Champions League | -           | 1       | 0       | 0       | 1       | 0       | 2       | 1            | 0            | 0            | 1            | 1            | 2            | 2      | 0      | 0      | 2      | 1      | 4      | -3  |
| Supercoppa italiana      | -           | 0       | 0       | 0       | 0       | 0       | 0       | 0            | 0            | 0            | 0            | 0            | 0            | 1      | 1      | 0      | 0      | 2      | 0      | +2  |
| Totale                   | -           | 8       | 7       | 0       | 1       | 18      | 6       | 12           | 9            | 2            | 1            | 45           | 8            | 21     | 17     | 2      | 2      | 65     | 14     | +51 |

### Andamento in campionato
| Giornata  | 1 | 2 | 3 | 4 | 5 | 6 | 7 | 8 | 9 | 10 | 11 | 12 | 13 | 14 | 15 | 16 | 17 | 18 | 19 | 20 | 21 | 22 |
| --------- | - | - | - | - | - | - | - | - | - | -- | -- | -- | -- | -- | -- | -- | -- | -- | -- | -- | -- | -- |
| Luogo     | C | T | C | T | C | T | T | C | T | C  | T  | T  | C  | T  | C  | T  | C  | C  | T  | C  | T  | C  |
| Risultato | V | V | V | V | V | N | V | V | V | V  | V  | V  | V  | N  | V  | V  | -  | -  | -  | -  | -  | -  |
| Posizione | 1 | 1 | 1 | 1 | 1 | 1 | 1 | 1 | 1 | 1  | 1  | 1  | 1  | 1  | 1  | 1  | -  | -  | -  | -  | -  | -  |

Legenda:

Luogo: C = Casa; T = Trasferta. Risultato: V = Vittoria; N = Pareggio; P = Sconfitta.

### Statistiche delle giocatrici
| Giocatore         | Serie A  | Serie A | Serie A     | Serie A    | Coppa Italia | Coppa Italia | Coppa Italia | Coppa Italia | Supercoppa italiana | Supercoppa italiana | Supercoppa italiana | Supercoppa italiana | UEFA Champions League | UEFA Champions League | UEFA Champions League | UEFA Champions League | Totale   | Totale | Totale      | Totale     |
| Giocatore         | Presenze | Reti    | Ammonizioni | Espulsioni | Presenze     | Reti         | Ammonizioni  | Espulsioni   | Presenze            | Reti                | Ammonizioni         | Espulsioni          | Presenze              | Reti                  | Ammonizioni           | Espulsioni            | Presenze | Reti   | Ammonizioni | Espulsioni |
| ----------------- | -------- | ------- | ----------- | ---------- | ------------ | ------------ | ------------ | ------------ | ------------------- | ------------------- | ------------------- | ------------------- | --------------------- | --------------------- | --------------------- | --------------------- | -------- | ------ | ----------- | ---------- |
| E. Aluko          | 5        | 1       | 0           | 0          | -            | -            | -            | -            | 1                   | 0                   | 0                   | 0                   | 2                     | 0                     | 0                     | 0                     | 8        | 1      | 0           | 0          |
| M. Alves          | 13       | 4       | 0           | 0          | 2            | 1            | 0            | 0            | 1                   | 0                   | 0                   | 0                   | -                     | -                     | -                     | -                     | 16       | 5      | 0           | 0          |
| D. Bačić          | 3        | -2      | 0           | 1          | 1            | 0            | 0            | 0            | 0                   | 0                   | 0                   | 0                   | 0                     | 0                     | 0                     | 0                     | 4        | -2     | 0           | 1          |
| M. Bellucci       | 0        | 0       | 0           | 0          | 1            | 1            | 0            | 0            | 0                   | 0                   | 0                   | 0                   | -                     | -                     | -                     | -                     | 1        | 1      | 0           | 0          |
| L. Boattin        | 16       | 0       | 1           | 0          | 1            | 0            | 0            | 0            | 1                   | 0                   | 0                   | 0                   | 2                     | 0                     | 0                     | 0                     | 20       | 0      | 1           | 0          |
| B. Bonansea       | 10       | 2       | 0           | 0          | 2            | 0            | 0            | 0            | -                   | -                   | -                   | -                   | -                     | -                     | -                     | -                     | 12       | 2      | 0           | 0          |
| A. Bragonzi       | 1        | 0       | 0           | 0          | 1            | 3            | 0            | 0            | 0                   | 0                   | 0                   | 0                   | 0                     | 0                     | 0                     | 0                     | 2        | 3      | 0           | 0          |
| A. Caruso         | 14       | 2       | 0           | 0          | 2            | 1            | 0            | 0            | 1                   | 0                   | 0                   | 0                   | 2                     | 0                     | 0                     | 0                     | 19       | 3      | 0           | 0          |
| V. Cernoia        | 14       | 6       | 0           | 0          | 1            | 0            | 0            | 0            | 1                   | 0                   | 0                   | 0                   | 2                     | 0                     | 1                     | 0                     | 18       | 6      | 1           | 0          |
| M. Franco         | 0        | 0       | 0           | 0          | 0            | 0            | 0            | 0            | -                   | -                   | -                   | -                   | 0                     | 0                     | 0                     | 0                     | 0        | 0      | 0           | 0          |
| A. Galli          | 13       | 1       | 1           | 0          | 2            | 0            | 0            | 0            | 1                   | 0                   | 0                   | 0                   | 2                     | 0                     | 0                     | 0                     | 18       | 1      | 1           | 0          |
| S. Gama           | 14       | 0       | 0           | 0          | 1            | 1            | 0            | 0            | 1                   | 0                   | 0                   | 0                   | 2                     | 0                     | 0                     | 0                     | 18       | 1      | 0           | 0          |
| M. Giordano       | -        | -       | -           | -          | 1            | 1            | 0            | 0            | -                   | -                   | -                   | -                   | -                     | -                     | -                     | -                     | 1        | 1      | 0           | 0          |
| C. Girelli        | 16       | 16      | 1           | 0          | 0            | 0            | 0            | 0            | 1                   | 1                   | 0                   | 0                   | 2                     | 0                     | 0                     | 0                     | 19       | 17     | 1           | 0          |
| L. Giuliani       | 14       | -8      | 0           | 0          | 0            | 0            | 0            | 0            | 1                   | 0                   | 0                   | 0                   | 2                     | -4                    | 0                     | 0                     | 17       | -12    | 0           | 0          |
| T. Hyyrynen       | 12       | 1       | 0           | 0          | 0            | 0            | 0            | 0            | 1                   | 0                   | 0                   | 0                   | 2                     | 0                     | 0                     | 0                     | 15       | 1      | 0           | 0          |
| S. Junge Pedersen | 16       | 3       | 0           | 0          | 2            | 0            | 0            | 0            | 1                   | 0                   | 0                   | 0                   | 2                     | 0                     | 0                     | 0                     | 21       | 3      | 0           | 0          |
| V. Panzeri        | 4        | 0       | 1           | 0          | 1            | 0            | 0            | 0            | 0                   | 0                   | 0                   | 0                   | 0                     | 0                     | 0                     | 0                     | 5        | 0      | 1           | 0          |
| M. Rosucci        | 16       | 5       | 0           | 0          | 0            | 0            | 0            | 0            | 1                   | 0                   | 0                   | 0                   | 2                     | 0                     | 0                     | 0                     | 19       | 5      | 0           | 0          |
| C. Salvai         | 3        | 0       | 0           | 0          | 2            | 1            | 0            | 0            | -                   | -                   | -                   | -                   | -                     | -                     | -                     | -                     | 5        | 1      | 0           | 0          |
| L. Sembrant       | 16       | 2       | 0           | 0          | 2            | 1            | 0            | 0            | 1                   | 0                   | 0                   | 0                   | 2                     | 0                     | 0                     | 0                     | 21       | 3      | 0           | 0          |
| A. Sikora         | 6        | 0       | 0           | 0          | 2            | 0            | 0            | 0            | 0                   | 0                   | 0                   | 0                   | 1                     | 0                     | 0                     | 0                     | 9        | 0      | 0           | 0          |
| A. Stašková       | 12       | 2       | 0           | 0          | 2            | 3            | 0            | 0            | 1                   | 1                   | 0                   | 0                   | 2                     | 1                     | 0                     | 0                     | 17       | 7      | 0           | 0          |
| S. Tasselli       | 0        | 0       | 0           | 0          | 1            | 0            | 0            | 0            | 0                   | 0                   | 0                   | 0                   | 0                     | 0                     | 0                     | 0                     | 1        | 0      | 0           | 0          |
| A. Zamanian       | 5        | 1       | 1           | 0          | 1            | 1            | 0            | 0            | -                   | -                   | -                   | -                   | -                     | -                     | -                     | -                     | 6        | 2      | 1           | 0          |

## Giovanili

### Organigramma
Area tecnica
- Under-19
  - Allenatore: Alessandro Spugna[35]
- Under-17
  - Allenatore: Daniele Diana[35]
- Under-15
  - Allenatore: Luca Vood[35]

### Piazzamenti
- Under-19:
  - Campionato:[36] finale[37]
  - Viareggio Women's Cup: vincitrice[38]
- Under-17:
  - Campionato:[39] non terminato
- Under-15:
  - Campionato:[39] non terminato